# 默费尔登-瓦尔多夫
默费尔登-瓦尔多夫（德語：Mörfelden-Walldorf，發音：[ˈmœʁfɛldn̩ ˈvaldɔʁf] ⓘ）是德国黑森州达姆施塔特行政区大盖劳县的城市，面积44.13平方千米，2023年12月31日人口为35,359人。

## 友好城市
默费尔登-瓦尔多夫与以下城市结为友好城市：
- 義大利 托雷佩利切
- 法國 维特罗勒
- 荷蘭 瓦赫寧恩